# Olympische Sommerspiele 2000/Teilnehmer (Sierra Leone)
| Gelbes Symbol für Goldmedaillen mit stilisierten Olympischen Ringen | Graues Symbol für Silbermedaillen mit stilisierten Olympischen Ringen | Braundes Symbol für Bronzemedaillen mit stilisierten Olympischen Ringen |
| ------------------------------------------------------------------- | --------------------------------------------------------------------- | ----------------------------------------------------------------------- |
| —                                                                   | —                                                                     | —                                                                       |

Sierra Leone nahm an den Olympischen Sommerspielen 2000 in der australischen Metropole Sydney mit drei Athleten, eine Frau und zwei Männer, in zwei Sportarten teil.
Seit 1968 war es die siebte Teilnahme des afrikanischen Staates an Olympischen Sommerspielen. 

## Flaggenträger
Die Leichtathletin Ekundayo Williams trug die Flagge Sierra Leones während der Eröffnungsfeier im Stadium Australia.

## Teilnehmer nach Sportarten

### Gewichtheben
- Joseph Bellon
Männer, Mittelgewicht: 16. Platz (200 kg)

### Leichtathletik
- Alpha Kamara
Männer, 100 m: in der 1. Runde ausgeschieden (10,74 s)
- Ekundayo Williams
Frauen, 100 m: in der 1. Runde ausgeschieden (12,19 s)